# 포그라데츠현

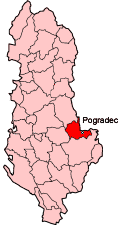
포그라데츠 현의 위치

포그라데츠현(알바니아어: Rrethi i Pogradecit)은 알바니아를 구성하는 36개 현 가운데 하나였으며, 현청 소재지는 포그라데츠였다. 면적은 725km2, 인구는 71,000명(2004년 기준)이다. 행정 구역상으로는 코르처 주에 속한다.